# Константа (фильм)
«Константа» (пол. Constans) — польский художественный фильм 1980 года, снятый режиссёром Кшиштофом Занусси.

## Сюжет
Витольд Партыки, молодой идеалист, одержим мечтой собрать деньги для участия в экспедицию в горы, где когда-то давно погиб его отец. Но обострённое чувство справедливости и поразительное умение оказываться не в то время не в том месте не способствуют успеху его мероприятия.

## В ролях
- Тадеуш Брадецкий — Витольд Партыки
- Зофья Мрозовска — мать Витольда
- Малгожата Зайончковская — Гражина
- Цезарий Моравский — Стефан
- Витольд Пыркош — Мариуш
- Юлиуш Махульский — Владек
- Ян Юревич — Зенек

## Награды
Каннский кинофестиваль 1980
- Приз жюри и Приз экуменического (христианского) жюри[1]

Кинофестиваль в Гдыне 1980
- Специальный приз жюри